# Aloe branddraaiensis
Aloe branddraaiensis är en grästrädsväxtart som beskrevs av Groenew. Aloe branddraaiensis ingår i släktet Aloe och familjen grästrädsväxter. Inga underarter finns listade i Catalogue of Life.